# 逢川奈々
逢川 奈々（あいかわ なな）は、日本のフリーランスの女性声優。

## 出演

### 一般ゲーム
- ぴあきゃろG.O. TOYBOX 〜サマーフェア〜（2007年、PlayStation 2）ゆみこ、ほか 役[1]
- Sugar+Spice! 〜あのこのステキな何もかも〜（2008年、PlayStation 2）本見倫 役[1]
- 蒼空のフロンティア（2009年 - 2015年、プレイバイウェブ）リーヴァ・ハンニバル 役

### アダルトゲーム
- 1999年
  - 夜勤病棟（1999年、Windows 95/98）新城礼美 役[1][2]
- 2000年
  - 夜勤病棟〜特別盤〜（2000年、Windows 95/98）新城礼美、茜 役[1]
- 2001年
  - 幻燐の姫将軍（2001年、Windows 98/Me/2000/XP）ラピス・サウリン、メルキュール・リネット 役[1]
- 2002年
  - 妖獣クラブ D.O.Classics Vol.2（2002年、Windows 98/2000/Me）沙希、女子大生、専業主婦、看護婦 役[1]
  - 夜勤雀棟（Windows XP/Vista）新城礼美 役[1]
  - イザナギ伝承 〜2010磐姫誕生（Windows 98/2000/Me/XP）城の内綾乃 役[1]
  - VIPER -M3- 3.2（）少年、アナウンス、女子高生 役[1]
  - AQUA BLUE（Windows 98/2000/Me/XP）常磐美幸 役[1]
- 2003年
  - 病憑き 〜猟奇感染ウィルス〜（2003年、Windows 98/2000/Me/XP）玲子 役[1]
  - 幻燐の姫将軍2 〜導かれし魂の系譜〜（…）ラピス・サウリン 役[要出典]
- 2004年
  - 凌辱人妻温泉（2004年、Windows 98SE/Me/2000/XP）麻生ゆき 役[3]
  - 空帝戦騎〜黄昏に沈む楔〜（）シェリア・エット、ユリシア 役[1]
- 2005年
  - 対魔忍アサギ（2005年、Windows 98SE/Me/2000/XP）井河さくら、パワーレディ 役[1]
  - ダンシング・クレイジーズ（）クラム・ジャーニー、女犯罪者 役
  - HEAVEN（）有紀巴 役
  - 冥色の隷姫 〜緩やかに廃滅する青珊瑚の森〜（）ミシェル・ファリア 役
- 2006年
  - 対魔忍アサギ完全版（2006年、Windows 98SE/Me/2000/XP）井河さくら、パワーレディ 役[1]
  - 対魔忍アサギ2 淫謀の東京キングダム（Windows Me/2000/XP）井河さくら 役[1]
  - 凌辱人妻温泉 Memorial Edition（Windows 98/Me/2000/XP/Vista/7/8）麻生ゆき 役[3]
  - ぴあきゃろG.O. TOYBOX 〜サマーフェア〜（Windows 98SE/Me/2000/XP）ゆみこ、ほか 役[1]
  - AYAME 〜人形婬戯〜（）あやめ 役
  - 淫辱人妻女教師（）白鷺藍那 役
  - 淫縛学艶～放課後に咲く恥辱の花～（）結城織絵 役
  - 巨乳女教師精液調教（）初音魅琴 役
  - グリンスヴァールの森の中 〜成長する学園〜（）グレース、アイリ、ほか 役
  - 操心術2（都鳥 椿）
  - 魔法が世界を救います!（）フローラ・エアハルト 役
  - 魔ヲ受胎セシ処女ノ苦悦（）牧村マドカ 役
  - 峰深き瀬にたゆたう唄（）シーズ・ティプトン 役
  - MOON STRIKE（）ななこ・ブラックスミス、マオ・リリー楊 役
  - 夜勤病棟〜復刻版+〜（）新城礼美 役
  - レイプ!レイプ!レイプ!（）桜井うさぎ、朝比奈ルミ 役
  - レクタンドール戦記レヴォラシオン〜紋章の記憶〜（）アニェス 役
- 2007年間
  - 凌辱復讐学園 〜輪姦の放課後〜（2007年、Windows 2000/XP）西園寺麗華 役[1]
  - あねあね 〜許して！お姉ちゃんたち、ボクのおち○ち○んダメになっちゃう！〜（Windows 98/Me/2000/XP/Vista）清水光莉 役[1]
  - 淫シリーズ 淫触痴漢電車（Windows 98/Me/2000/XP）千鳥美佳 役[1]
  - 淫シリーズ 淫縛監禁調教（…）千鳥美佳 役[1]
  - 淫シリーズ 淫辱淫肛開発（…）千鳥美佳 役[1]
  - 淫シリーズ 淫乱露出調教（…）千鳥美佳 役[1]
  - 淫シリーズ 特濃生中出し（…）千鳥美佳 役[1]
  - Witch'sSlave 〜ワタシの脚をお舐め〜（）高遠和歌 役[4]
  - 宇宙海賊サラ（）シリア・フォン・ベルンシュタイン、ほか 役
  - 空蝉に触れるもの（）シャルロット 役
  - オレと彼女は主従なカンケイ（）戸鳩茉莉菜 役
  - 王賊（）シュリナス、クーク 役
  - 籠の中の戦乙女（）エリシア 役
  - KANAGI 〜淫夢学園〜（）上原由香、ほか 役
  - 12人の女教師 〜陰〜（）町田夏海 役
  - 12人の女教師 〜散〜（）町田夏海 役
  - Sugar+Spice!（）本見倫 役
  - 熟母温泉（）烏丸翔子 役
  - せーえき瞬間っ!移動?! 〜遠隔操作魔法で、いつでもどこでも膣内射精!〜（）楡金萌香、溝口日和 役
  - 精霊さまは孕みごろ（）パルマ 役
  - 絶対プリンセスのワンマンバトラー（）夕霧姫子 役
  - 使い魔様は魔界プリンセス（）ヘレーネ・ランズベルグ 役
  - 釣☆カノジョ 〜彼女は釣り頃釣られ頃〜（）滝畑玲、晴海遥子 役
  - 使い魔様は魔界のプリンセス（）ヘレーネ 役
  - 南国搾乳アイランド（）アユカ 役
  - 新妻×新妻×新妻!? 〜私が妻ですっ!〜（）星野美咲 役
  - ハーレムアイランド（）高見志乃 役
  - 僕ガ壊シタオ嬢様（）女子高生、ほか 役
  - 僕と極姉と海のYear!!（）とめ子、ほか 役
  - 彗星に願いを（）女子高生、ほか 役
  - BabyDoll（）聡美、由紀 役
  - 夜姦診療（）藤崎綾瀬 役
- 2008年間
  - LILITH-IZM01 〜フェラ編〜（2008年、Windows Me/2000/XP/Vista）あやめ 役[1]
  - 対魔忍ムラサキ 〜くノ一傀儡奴隷に堕つ〜（Windows 2000/XP/Vista/7）井河さくら 役[1]
  - 朝凪のアクアノーツ（）竹内 役[1]
  - インチキ霊媒師（）高萩ゆき 役
  - 戦女神ZERO（）カミーヌ＝セッテ 役
  - お姉さまの♂ 〜萌木深紅の受難〜（）萌木深紅 役
  - KISS×500 〜KISS権、発動。〜（）月夜 役
  - 吸尻鬼 〜アナル姫肛姦調教録〜（）柚原真希 役
  - クラス全員オレの嫁（）澤田桃花、昭島ひより、小木津藍 役
  - 恋の恋（）黄泉亜加里 役
  - ココロノ（）鴨居由真 役
  - Sugar+Spice! Party☆Party（）本見倫 役
  - しょじょたん 第2幕 ご主人様に処女を捧げる元気なメイド編（）沢村あやか 役
  - 私立温泉学園 〜スク水でお風呂に入っちゃダメですか?〜（）西王寺由華子 役
  - すいッチ!!（）穂高佳乃 役
  - 操心術2plus（）都鳥椿 役
  - 操心術3（）茂木絵里奈ほか 役
  - 恥辱皇宮 〜穢された王族〜（）シャイラ・クーデリア 役
  -  Gカップ敏感聖徒会長 〜乳フェチ・乳揉み編〜（）麻生愛里沙 役
  - Iカップ母乳看護婦 〜乳フェチ・乳吸い編〜（）麻生愛里沙 役
  - Hカップ生意気家庭教師 〜乳フェチ・パイズリ編〜（）麻生愛里沙 役
  - GHIカップ淫乳三姉妹 〜乳フェチ・巨乳ハーレム編〜（）麻生愛里沙 役
  - 電波の奴隷（）大戸田愛里 役
  - どっぷり中出し学園戦争（）御堂かんな、ティナ＝ボナボーナ 役
  - 魔法の少女シルキーリップ（）イザベラ＝アリストゥル＝ゲルベゾルゲ 役
  - 牝奴の館（）ユーリア 役
  - 牝教師2 〜淫従の螺旋〜（）美咲 役
  - 陵辱人妻倶楽部（）海原繭花 役
  - 夜勤雀棟 復刻版+（）新城礼美 役
- 2009年間
  - 妖獣クラブ XP/Vista版（2009年、Windows 2000/XP/Vista）沙希、女子大生、専業主婦、看護婦 役[1]
  - らぶフェチ フ●ラチオ編（Windows XP/Vista/7）檻都美久 役[1]
  - 桜吹雪 〜千年の恋をしました〜（）西久瀬紅葉 役
  - くるくるくーる（）日高さやか 役
  - 黄昏に煌く銀の繰眼（）牧原双海 役
  - マネジ! ヤリます!! 〜汗と白濁のグラウンド2009〜（）大島七海 役
  - にわか姉（）諌山ルキ 役
  - L.i.n.k.-奇妙な運命に繋がれた者達の、血と涙の謡。（）ママコナ 役
  - 触尻! 〜澤尻姉妹痴漢物語〜（）澤尻瀬里香 役[5]
  - 乱れて交わる俺と姫 〜姫と執事と歌姫とその他大勢と〜（）ミーファ・クサナギ 役
  - 今日のおかず オッパイ妻 〜高飛車Hカップ・風間暁美〜（）風間暁美 役
  - 霊甲テトラ2 〜バイオ獣に歪め膨らまされるッボテ腹と爆乳の恐怖!〜（）ミス・ネオン 役
  - 霊甲テトラ3 〜敵か味方かッ!?零甲レビアンナと、戦慄のフタナリ大改造ッ!!〜（）ミス・ネオン 役
  - つくもの 〜やどりぎロマンス〜（）女子学生、ほか 役
  - 催眠学級（）宮の沢蘭華 役
  - ワルキューレ調教・ザーメンタンクの戦乙女10人姉妹 〜精子を欲する女神の子宮〜（）ブリュンヒルデ、ジーグルーネ 役
  - 恋の恋 Others（）黄泉亜加里 役
  - 私立温泉学園3時間目 〜イレクトで3Pしちゃダメですか?〜（）西王寺由華子 役
  - 私立温泉学園2時間目 〜お風呂でレズしちゃダメですか?〜（）西王寺由華子 役
  - 花鳥風月 〜恋ニヲチタル花園ノ姫〜（）西久瀬紅葉 役
- 2010年間
  - らぶフェチ 三者面談（2010年、Windows XP/Vista/7）檻都美久 役[1]
  - らぶフェチ サド編（…）檻都美久 役[1]
  - らぶフェチ らぶ編（…）檻都美久 役[1]
  - 童貞クリニック 〜筆おろしはおまかせください〜（）御厨玲子 役
  - 戦女神VERITA（）ラピス・サウリン 役
  - ゴニン!? 〜ピタリと的中!強制占い♪〜（）神月なずな 役
  - プレイ!プレイ!プレイ!（）朝比奈ルミ、桜井うさぎ 役
  - こんそめ! 〜combination　somebody（）虎子、チュン婆、梅 役
  - サクリファイス 〜捨牌の行方〜（）巻向繍子 役
  - 通勤快楽3 〜痴漢よ、止まれ〜（）神崎知絵里 役
  - リザイン（）橘真里奈 役
  - 汐見崎学園演劇部 恋ぷれ 〜あなたといちゃいちゃろーるぷれいんぐ!〜（）ちくわ 役
  - Sacred † Vampire（）武田勝子 役
  - 覗き王 -NOZOKING-（）宮内理沙 役
  - セイント 〜あぁ、主よ! 教え子達に堕とされた私をお許し下さい〜（）一郎 役
- 2011年間
  - ラブラブル 〜lover able〜（2011年、Windows 2000/XP/Vista/7）須賀原奈緒、ザマス、とんかつ、母親、ほか 役[1]
  - ひなたテラス 〜We don't abandon you.〜（）理事長 役
  - Marguerite Sphere -マーガレットスフィア-（）緑川通、子猫 役
  - アキバ戦隊エンジェレイバー（）相葉蝶子、暗黒将軍チチモゲーヌ 役
  - A.G.II.D.C. 〜あるぴじ学園2.0 サーカス史上最大の危機!?〜（）スペルマスター・リリアン 役
  - 大帝国（）ラスシャラ 役
  - 神採りアルケミーマイスター（）ハンナ 役[6]
  - 少女は真夏に海岸で（）砂川優月 役
  - 夏雪（）トキ婆さん、葛の母 役
  - 真・夜勤病棟（）新城礼美 役
  - 久遠の絆―THE ORIGIN―（）斎節子 役
  - どうして抱いてくれないのっ!? 〜女の子だってヤりたいの!〜（）藤沢蛍 役[7]
  - 授業deえっち? 〜必修科目は性きょーイクッ! 先生や同級生とあへあへぺろぺろ勉強中〜（）有栖川美結 役[8]
  - だらしなくてエッチなお姉さんが転がり込んできた。どうする!?（）先輩 役[9]
  - 神採りアルケミーマイスター・アペンドディスク〜ハンナさんの巡礼旅行記〜（）ハンナ 役
  - 淫獣艦獄（）ミナ＝マクティアナン 役、マコ＝スコット 役[10]
  - 姫騎士オリヴィア 〜へ、変態、この変態男!少しは恥を知りなさい!〜（）ティーア、ディートハルト、ミーシャ 役
  - 淫乱女子マネジと行く1泊2日スポ根中出しエロ合宿 〜マネジ! みんなでイキます!!〜（）七海 役[11]
- 2012年
  - 操心術0（2012年、Windows XP/Vista/7）[12]美門水連、美門木蓮、ほか 役[1]
  - イブキノキセキ 〜琥珀の思い出の中で精霊は夢を見る〜（）五月苺乃 役
  - 爆乳淫ら妻の告白 〜今、アナタの奥さん何しているか知ってますか?（）園田香織 役
  - ぱじゃまさんこんにちわ（）巻島志保 役
  - 同棲ラブラブル（）須賀原奈緒、ザマス、とんかつ、少年A 役[1][13]
  - みとどけびと（）東雲茉莉花 役
- 2013年
  - むすメイク（2013年、Windows XP/Vista/7/8）シオリ 役[1]
  - 隣のおっぱい若奥様 あやめさん（）神埼純恋 役
  - あい♂まい♀みすと（）日比野ひかり 役
  - 閃攻のルミナ 前編 〜潜入!聖アルカード女学園〜（）新堂真奈 役
  - お兄ちゃんにはぜったい言えない大切なこと（）琴平歌穂 役

### アダルトアニメ
- 夜勤病棟 Karte.2（2001年）新城礼美 役[1]
- 夜勤病棟 Karte.3（…）新城礼美、患者A 役[1]
- 夜勤病棟 Karte.4（…）新城礼美 役[1]
- 夜勤病棟 Karte.5（2002年）新城礼美 役[1]
- 夜勤病棟 Karte.5.5（2003年）新城礼美 役[1]
- 夜勤病棟 Karte.7（…）新城礼美 役[1]
- 夜勤病棟 Karte.8（…）新城礼美 役[1]
- 夜勤病棟 Karte.10.5（2004年）新城礼美 役[1]
- 凌辱人妻温泉 壱の湯（2006年）麻生ゆき 役[1]
- 凌辱人妻温泉 弐の湯（…）麻生ゆき 役[1]
- レイプ!レイプ!レイプ! Vol.1 最初の犠牲者（2008年）朝比奈ルミ 役[1]
- レイプ!レイプ!レイプ! Vol.2 真白き闇（2009年）朝比奈ルミ 役[1]
- STAR☆jewel（2011年）めぐみ 役[1]

### 音声ドラマ
- 蒼空のフロンティア 海神のイーグリット（2010年）御神楽環菜 役
- いぐぅ! さっきまで死ねばいい最低の屑だったのに（2010年）04.つゆだく!、エンディングテーマ[14]
- いぐぅ2! 〜マジ最低!こんなの聞いてアヘ顔ダブルピースなんて、本当にどうしようもない最低の屑ね!〜（2011年）02.家庭教師のお姉さんで脱DTしたんだが、なんだかあっちも処女っぽい!?、OP&EDテーマ[15]

### インターネットラジオ
- 逢川奈々の奈々転抜刀☆（2006年 - 2008年）メインパーソナリティ
- ■（2008年 - ）メインパーソナリティ
- 逢川ポッド屋奈々不思議（2009年 - ）メインパーソナリティ
- リザインらじお！（2010年 - ）メインパーソナリティ

### パチスロ
- 夜勤病棟（2007年）新城礼美 役[1]
- 夜勤病棟壱（2012年）新城礼美 役[1]

### 非公式同人二次創作作品
- BIGBANG BEAT 1st impression（2007年、Windows 2000/XP）中西弓道 役[1]
- SOUL FOUNDATION2（2009年、Windows 98/Me/2000/XP）ルナマリア・ホーク 役[16]
- アニメネネプラス（…、Windows Media Video）寧々 役[17][1]
- BIGBANG BEAT Revolve（2011年、Windows XP/Vista/7）中西弓道、宮里絵梨花、グリモア 役[1]